# Центр міста Вільнюса як пам’ятка у списку світової спадщини ЮНЕСКО
Історичний центр Вільнюса — це найстаріша історична частина міста. Визнана ЮНЕСКО найбільшим історичним архітектурним комплексом в Східній Європі і є однією з головних визначних пам'яток Литви. З 1994 року перебуває в списку Всесвітньої культурної спадщини. Територія охоплює 359,5 га, 74 квартали з 70 вулицями, провулками і 1487 будинками.
Старе місто розташовується на лівому березі річки Неріс на південь від Замкової гори. Міський комплекс почав формуватися в Середні віки, змінювався протягом століть і сьогодні включає в себе об'єкти різних культурних стилів. Незважаючи на часткові руйнування, в Вільнюсі зберіглося середньовічне планування і досить вражаючий комплекс будівель, споруджених протягом багатьох століть, що представляють собою композицію з усіх архітектурних стилів минулих епох — Готики, Відродження, Бароко, Класицизму. Більшість будинків офіційно визнані архітектурними пам'ятками. Історичний центр Вільнюса відрізняється високою безпекою щодо багатьох інших міст Східної Європи.
Серцем Вільнюса є Кафедральна площа розташована на перетині вулиці Пілес і проспекту Гедиміна. Кафедральна площа змінювала свій вигляд не одне століття. Це центральне місце в житті міста, де розгортається публічне життя столиці і одна з головних визначних пам'яток.
Головні пам'ятки архітектури історичного центру:
- Кафедральний Собор Святого Святого Станіслава
- Дзвіниця собору
- Палац правителів
- Вежа Гедеміна
- Фронтон Костелу Святих Іванів
- Будинок Капітула
- Костел Святої Анни
- Архітектурний ансамбль Вільнюського університету
- Костел Св. Казимира
- Ворота Зорі
Вільнюс вважається одним з найкрасивіших міст Європи, і в більшій мірі завдяки своєму неповторному історичному центру, в якому розташовуються шедеври різних архітектурних стилів, храми, що належать 9 конфесій. Архітектурний стиль Вільнюса поєднує в собі традиції містобудування як Східної, так і Західної, і Південної Європи. Сьогодні Вільнюс славиться своєю неповторною, прекрасною архітектурою.
Приклади з практики реконструкції:
- Костел Святих Іванів (1388, реконструкція І. К. Глаубіца в стилі бароко);
- Костел Святої Катерини (реконструкцією в 1741—1773 років керував Йоганн Крістоф Глаубіц)

- Костел Святого Миколая

- палац Тізенгаузен
- палац Тишкевича
Приклади з практики реставрації:
- Костел Святої Анни (реставраційні роботи пам'ятки проводилися в 1902—1909 роках, 1969—1972 роках, 2008 рік)

- Костел Святих Петра і Павла (реставраційні роботи 1871—1878, 1901—1902, 1944—1946)
- Костел Святого Казимира (в 1991 році костел і монастир були реставровані)
- Храм Милосердя Божого
- Костел Святої Катерини (реставрація 2003—2006)
Буферна зона навколо історичного центру становить 1,912 га. В кінці 2013 року був прийнятий документ, в якому зазначаються граничні диференційовані висоти для будівель, які дозволять побудувати в буферній зоні навколо історичного центру Вільнюса. Вільнюс розташований в низині, оточений пагорбами, отже, висотні забудови, що перебувають недалеко від історичного центру впливають на історичні панорами. 

## Кафедральна площа
Кафедральна площа в Вільнюсі  - одна з головних площ в місті. Розташовується в Старому місті біля Кафедрального собору Святого Станіслава. За радянських часів носила назву площі Гедиміна. Розташована на перетині головних вулиць Вільнюса - стародавньої вулиці Пілес і проспекту Гедиміна, що сформував центральну вісь міста кінця XIX  - першої половини XX століття. 
Площа формувалася протягом XIX століття. Але остаточно сформувалася після знесення в 1884 році останніх залишків ліквідованої в 1878 році фортеці і зведення навколо відкритого простору в центрі міста масивних будівель.
У 1938 році була проведена реставрація площі і облаштовані прилеглі території. Для ефектного виділення величної архітектури собору були вирубані дерева, з поверхні площі знято шар землі глибиною в 3 м, при цьому проведені контрольні археологічні дослідження. До 1940 році площа набула вигляду, що зберігався до кінця XX століття  - мощена бетонними плитами, що лежать нижче рівня собору приблизно на метр, з трьох сторін оперезана підвищеннями в три-п'ять сходинки.

## Собор святих Станіслава і Владислава
Історія кафедрального собору-базиліки Святих Станіслава і Владислава веде свій початок з XIII століття. Спочатку храм стояв біля підніжжя Замкової гори і імовірно носив назву кафедрального собору Міндовга. Існує досить цікава теорія, згідно з якою після смерті Міндовга храм був перетворений в язичницьке капище. Потім храм був зруйнований, а згодом, знову реконструйований великим князем Ягайлом. 

Нова будівля храму була побудована в популярному тоді готичному стилі, товщина його стін становила 1,4 метра. Однак, храм згорів у пожежі, проте через деякий час був знову відновлений, на цей раз храм був цілком виконаний з каменя.
Храм неодноразово потерпав від пожеж ( 1399 , 1419 , 1530 , 1539 , 1542 і пізніше). Собор відбудовувався і розширювався за підтримки великого князя литовського Вітовта.

##### Роботи з реставрації та реконструкції, що проводились
- При перебудові в 1522 році під керівництвом італійського архітектора Аннус ( Annus ) на сусідній вежі Нижнього замку була споруджена дзвіниця. Однак до кінця довести реконструкцію не судилося. Будівля знову було знищено вогнем під час пожежі 1530 року.
- У 1529 році настоятелем собору став Ян Доманівський , який після пожежі 1530 року зайнявся його реставрацією. З 1534року відновлювальні роботи проводили італійці - спочатку Бернардо Дзанобі та Джаноттіс, потім Джованні Чіні з Сієни. Із завершенням щедро оплачуваних Сигізмундом Августом робіт собор набув рис архітектури ренесансу .
- Новий собор був побудований в архітектурному стилі ренесансу і завершено вже до 1557 року, проте пожежа 1610 року знову звернув багаторічні труди на попіл. Чергові роботи по реставрації собору затягнулися більш ніж на 20 років.  Відновлення собору відбувалось під керівництвом архітектора Вільгельма Поля  тривало до 1623 року. Після пожежі почалася чергова перебудова собору, спільно з ним звели каплицю святого Казимира. Однак чергова пожежа 1639 року знову знищила собор, який незабаром був заново відбудований.[1]
- Після московської навали ( 1655 - 1661 ) відновлення і перебудову проводив до 1666 року архітектор Ян Вінцент Сальведер
- Новий ремонт потрібен був після шведської навали ( 1701 - 1702 ). У 1769 році південна з двох веж, збудованих Сальведером по кутах фасаду, завалилася, зруйнувавши перекриття сусідньої капели.

- У 1782 році почалася перебудова собору за проектом архітектора, професора Віленського університету Лаурінас Стуока-Гуцявічюса. За його проектом зберігалися цінні елементи архітектури собору, будівля набула форми класицизму . Для симетрії з капелою Святого Казимира в північно-східному кутку прибудована нова ризниця з куполом. Радикально змінений головний західний фасад: зведені по кутах дві нові капели і портик з шістьма колонами доричного ордера. Старі і нові капели об'єднані новими зовнішніми стінами і загальної покрівлею. Колони уздовж бічних фасадів пов'язують будівлю в ціле. У збереженій внутрішній структурі заново декоровані склепіння нефів. Після смерті Стуока-Гуцявічюса ( 1798 ) роботи продовжив професор Віленського університету Міхал Шульц, завершивши їх в 1801 році. Будівля набула вигляду, що зберігся до наших днів.
- Незначні доповнення робилися архітектором Каролем Подчашінскій в 1837 - 1838 роках .
- Ремонтно-відновлювальні роботи, супроводжувані дослідженнями, проводилися в 1931 - 1939 роках і після повені 1931 року . Вони торкнулися насамперед фундаментів і підземель.

#### Дзвіниця
- Окремо стоїть чотириярусна дзвіниця ( XVI - XVIII століть ) висотою 57 зведена на вежі Нижнього замку. В історичних джерелах дзвіниця вперше згадана в 1522 році, коли вежі потрібен був ремонт.
- При реконструкції 1522 року були звужені вікна і знищені бійниці, стіни покриті штукатуркою. У першій чверті XVI століття італійський архітектор Аннус ( Annus ) на оборонної круглої вежі збудував два восьмикутних яруси для дзвонів. Верхній четвертий ярус восьмистінної частини дзвіниці був зведений в 1598 році.
- У XVII - XIX століття дзвіниця через пошкодження в війнах і пожежах неодноразово перебудовувалася. Відновленням постраждалої під час пожежі в 1610 році дзвіниці керував архітектор Вільгельм Поль.
- Дзвіниця ремонтувалася в 1965 році.

Кафедральний собор і дзвіниця були ретельно відремонтовані з 2006 по 2008 рік. Фасади були накриті свіжою різнобарвною фарбою, що значно підвищило зовнішній вигляд будівель. Це був перший ремонт з часу відновлення незалежності Литви в 1990 році.

## Костел Святої Катерини
Вільнюський костел Святої Катерини, або Котріни, як говорили в старі часи, в своєму першому архітектурному варіанті був дерев'яним. Відноситься до стилю пізнього бароко. Це був один з найкрасивіших костьолів Литви. Належав він жіночому монастирю бенедиктинців. Свій нинішній вигляд костел Святої Катерини отримав в процесі реконструкції 1743 року.
Ансамбль бенедиктинського монастиря формувався в XVII - XIX століттях на значній ділянці між вулицями Бенедиктин, Ігното, Вільняус. Межує на південному сході з територією домініканського монастиря.

##### Роботи з реставрації та реконструкції, що проводились
- Кам'яна церква була побудована в 1650 році. При нашесті московських військ і українських козаків у 1655 році храм і монастир значно постраждав. Відновлювальні роботи затягнулися до 1703 року , коли костел був заново освячений в ім'я святої Катерини. До східної сторони був прибудований пресбітерій з апсидою .
- Монастир і храм сильно постраждали під час спустошливої пожежі 1737 року. Реконструкцією в 1741 - 1773 років керував Йоганн Крістоф Глаубіц. Завдяки йому костел придбав сучасний вигляд. Пізніше роботами по декору храму займався майстер Ян Гедель.
- За радянських часів костел Св. Катерини був закритий і перетворений на склад, в результаті чого сильно постраждав. У 2003 році Вільнюське самоврядування підписало договір з Вільнюським архієпископством, який передбачає проведення реставрації в недіючих молитовних будинках з подальшим їх використанням терміном на двадцять років для культурної діяльності. У реставрацію було інвестовано 6 мільйонів літів. Відреставрований в рамках виконання цього договору храм, пристосований для концертної діяльності і проведення виставок, знову відкрився в травні 2006 року.

## Костел Святого Миколая
Костел св. Миколая - найдавніший з дійшовши до наших днів костелів Литви. Він зберіг свої готичні риси майже в незмінному вигляді. Костел св. Миколая був побудований німецькою громадою, яка влаштувалася в Вільнюсі в останні роки язичництва. У XVIII і XIX століттях готичний храм знайшов барокові риси. Були прорубані нові вікна, прибудована вежа, ризниця, влаштовані барокові вівтарі, орган і органний хор в стилі рококо. У період радянської окупації поруч з костелом була зведена скульптура покровителя Вільнюса святого Христофора, створена скульптором Антанасом Кмеляускасом.

Кам'яний костел був побудований протягом п'яти років, починаючи з 1382 року. І перші документальні згадки про цю сакральну споруду датуються 1387-1397 роками. Як і багато храмів - костел багато разів реконструювався і відновлювався.
Майже квадратний, невеликий за розмірами, храм з масивними стінами, зведений з червоної цегли має характерні риси в стилі готики, вдало поєднуються з елементами романського стилю.

Скромний портал декорований двома рядами профільованої цегли. Площину трикутного фронтону прикрашають три групи ніш різної висоти, що пожвавлюють фасад своєю ритмікою і грою світла і тіні. Внутрішній інтер'єр храму своєю ошатністю і красою сильно відрізняється від скромного зовнішнього вигляду. Чотири восьмигранних пілона, складених з цегли, підтримують сітчасті зведення.  Костел має три вівтаря. Головний вівтар прикрашений статуями Святого Христофора, Святий Терези, Святої Клари і Святого Йосифа. Між колонами розташовані фігурки немовлят. Лівий вівтар так само прикрашений статуями Святого Казимира і Святого Георгія, і образом святого Миколая. Правий вівтар прикрашений барельєфом Скорботної Божої Матері.

##### Роботи з реставрації та реконструкції, що проводились
- При відновленні після пожежі 1749 року близько 1750 року і пізніше були внесені значні зміни в архітектурному вигляді будівлі: прибудовані хори в стилі рококо , збільшені бічні вікна.  На головному фасаді з'явилися елементи стилю бароко (вигнута перемичка центрального вікна).
- У 1812 році французькі солдати завдали костелу значної шкоди. Пізніше, в першій половині XIX століття , була прибудована башня - дзвіниця з рисами класицизму , храм був обнесений кам'яною огорожею.
- У 1972 році костел реставрувався за проектом архітектора Йонаса Зіболіса.

## Костел Святої Анни
Костел Святої Анни стоїть у самому центрі історичної частини міста Вільнюс. Храм був побудований 1394 році поряд з костелом бернардинців і спочатку був повністю дерев'яним. Перебудована у готичному стилі на цегляний храм у 1495—1500 роках. У XVII—XVIII століттях розбудована у стилях бароко і неоготики.
Автор цього архітектурного пам'ятника достеменно ніхто не знає. Збережені відомості про ремонтно-відновлювальні роботи архітектора Миколая Енкінгера з міста Данциг у церкві св. Анни і сусідньому монастирі бернардинів у період 1501–1507 років, що надало підстави приписати йому і саме будіництво храму св. Анни.

В архітектурному відношенні храм Святої Анни є твір пізнього готичного стилю. Будівля невеликих розмірів, подовженої прямокутної форми, довжиною 22 м і шириною 10 м. Бічні стіни тонкі, з чотирма парами стрілчастих вікон; між ними виступають з внутрішньої і зовнішньої сторони стовпи. Вони виконують функцію контрфорсов , несучих тяжкість склепінь.
Найціннішим елементом храму вважається головний фасад. Він відрізняється незвичайною пластикою, розмаїтістю і декоративністю його ліній і форм. Правильна симетрична композиція фасаду утворена трьома граціозними вежами витонченої форми і однакової висоти, з підкресленою середньою частиною. 

Каплиця в стилі бароко була побудована пізніше, сучасний вигляд вона набула після відновлення в 1820 р. Останньою з'явилася дзвіниця - в 1873 р. Фахівці вважають її не дуже вдалою і вона дисонує з іншим архітектурним ансамблем.

Інтер'єр храму не представляє особливого інтересу. Його простір складається з одного нефа висотою 12,7 м, відокремленого від пресбітерія високій гострій готичної аркою, склепіння прикрашають нервюри, плоскі стіни оживляють контрфорси. У північній частині будівлі знаходяться ризниця і галерея, зведені в 1613 році . Вони з'єднують костели Святої Анни і бернардинів. 
Протягом століть в храмі три рази траплялися руйнівні пожежі, але його щоразу відновлювали «з попелу». З моменту зведення костел переживав також обвалення стін, безліч ремонтів і реставрацій, що змінило його зовнішній вигляд, але не дуже сильно.

##### Роботи з реставрації та реконструкції, що проводились
- Перша пожежа в 1564 році був настільки руйнівним, що костел прийшов в запустіння. Тільки в 1581 році архітектор Микола Радзивілл відновив і освятив його. Саме при цій першій реставрації костел придбав зовнішній вигляд, який в цілому зберігся і донині.
- У XVII столітті впали склепіння будівлі. При ремонті переробкам піддався головним чином інтер'єр: були оштукатурені стіни, встановлено три нових барокових вівтаря.
- У 1761 року костел був охоплений новою пожежею. Внутрішні стіни були заштукатурені, а зовнішні - пофарбовані в червоний колір. Дерев'яні покрівельні перекриття були замінені кам'яними склепіннями.

Зовнішній вигляд храму зберігався при більш пізніх ремонтах після повстання 1794 року , війни 1812 року , реставраціях в 1871, 1902- 1909 і 1971 років.
- У 1848 - 1859 роках храм реставрувався. На зовнішньому покритті храму була створена імітація червоної цегли.
- У травні 1867 року від пожежі особливо постраждали дах, вікна та двері. При прокладанні вулиці в 1872 році була знесена колишня дзвіниця, перебудована в 1802 році Міхалом Шульцем. Поруч була побудована нова дзвіниця, що імітує готику за проектом архітектора Н. М. Чагіна , що збереглася до наших днів.
- У 1902-1909 роках через загрозу обвалення костел знову реставрувався. Варшавський реставратор Й. П. Дзеконського зміцнив підстави, дренувати і осушив територію, стіни зміцнив металевими конструкціями, заново перебудував склепіння, відновив розкришити цегла, зчистив зовнішній шар штукатурки. На цей раз була використана червона глина.
- Ремонт храму був проведений в 1969 - 1972 роках під керівництвом литовських архітекторів Й. Барткунаса і Н. Кіткаускаса. Були відреставровані Костьольній башти, на той час сильно зруйновані.
- У квітні 2008 року огляд частини храму був закритий огороджувальними лісами для безпеки перехожих і туристів, так як через вібрації, спричиненої транспортним потоком по вулиці Майронё, утворилися тріщини в стіні будівлі і почали випадати цегла.

## Костел Святих апостолів Петра і Павла
Костел Святих апостолів Петра і Павла по праву можна назвати перлиною бароко в Вільнюсі. Імовірно на місці нинішнього храму знаходилося язичницьке святилище, а за часів Ягайло там був побудований дерев'яний костел. Після пожежі в 1594 році, що знищила дерев'яний храм - був відбудований новий, також дерев'яний костел. Будівництво тривало з 1609 по 1616 роки, але за часів війни з Москвою, яка походила в 1655 - 1661 рр. будівля була зруйнована.
Костел зобов'язаний своєю появою великому литовському магнату і великому гетьману - Казимиру Пацу. Він дав клятву, згідно з якою зобов'язався звести храм відразу після заспокоєння бунту в війську і повернення Вільни до складу Литви, що і сталося. Покликаний для здійснення проекту був відомий в ті часи зодчий з Кракова - Ян Закричу, який почав будівництво в 1668 р. Однак через три роки зведенням став керувати зовсім інший майстер - Джамбаттиста Фредіані. Пізніше до нього приєдналися і співвітчизники - Джованні П'єтро Перт і Джованні Маріа Галлі. 
Побудований далеко за тодішньої межею міста, костел для безпеки був оточений стіною з вежами-каплицями по кутах. Храм базилікальний, прямокутного плану з формою латинського хреста в основі. Над перетином трансепта з центральним нефом розташовується купол з ліхтарем. 
Зовні церква виглядає досить скромно. Горизонтальні карнизи поділяють фасад на два ярусу. Двох'ярусний фасад прикрашають строгі, трикутний фронтон, з рельєфом, що символізує мир, в ніші, декоративно оформлений портал і відкритий балкон з дерев'яної балюстрадою . З боків зліва і праворуч від великого вікна і балкони в нішах фігури святого Августина і святого Станіслава.
У костелі дев'ять вівтарів; головний - в ім'я святих апостолів Петра і Павла. Головним достоїнством костелу є гармонійно вирішена внутрішній простір з безліччю високохудожніх скульптурних прикрас на склепіннях пресбітерія , в куполі, в центральному нефі, в капелах. 
Основні ліпнинні прикраси виконані італійськими скульпторами Джованні П'єтро Перт і Джовані Маріа Галлі і майстром з Вільно Мацєєм Жілевіч в 1677-1685рр. Головний вівтар, виконаний скульпторами А. С. Капони в 1700 - 1701 роках. Нинішній вівтар створений на початку XX століття. 
На початку XIX століття проведена часткова реставрація декору, в ході якої були замінені картини в вівтарях капел Жінок і Лицарів. У центральному нефі було встановлено амвон в формі човна в стилі рококо .

##### Роботи з реставрації та реконструкції, що проводились
- На початку XIX століття Джованні Беретті та Нікола Піано з Мілана ремонтували храм і спорудили амвон в стилі рококо.
- Реставраційні роботи 1871 - 1878 , 1901 - 1902 , 1944 - 1946 років значних змін у вигляд храму не вносили.
- У 1954 році покрівля всього храму була покрита нової бляхою.
- У 1968 році було введено центральне опалення . У 1969 - 1974 роках були перефарбовані зовнішні стіни.

## Костел Святого Казимира
Першим зразком стилю раннього бароко у Вільнюсі є костел Святого Казимира. Храм був закладений в 1604 році. Будувався він одночасно з розташованим поруч монастирем при фінансуванні Льва Сапеги і Сигізмунда третього. Споруду костелу почали зводити ще в 1596 році дата закінчення будівництва - 1604 рік. В один час з храмом був закладений єзуїтський монастир для професорів.
Архітектура храму відповідає образу ранніх барокових костелів. Храм - тринефний, внутрішній простір як у базиліки. Висота купола становить 40 м, а діаметр - 17. Купол найвищий в архітектурі Вільнюса. 
У плані форма латинського хреста, утвореного перетином дуже широкого і високого поздовжнього і короткого поперечного нефів. Храм по суті тринефний, але бічні нави являють собою не з'єднані один з одним відкриті капели. Дві високі вежі головного фасаду відрізняють костел від римського прототипу. Прибудований в 1755 році притвор у стилі бароко вніс різноманітність в суворі і лаконічні форми храму. Пілястри і складно профільований карниз стін створюють враження художньої цілісності.
Традиції готики і пізнього ренесансу вбачаються в потужних контрфорсах бічних фасадів, круглих сходових вежах по обидва боки пресбітерія, декорі склепінь ризниці.
Храм неодноразово потерпав від пожеж - в 1610 році , в 1655 році , коли місто було взято військами царя Олексія Михайловича, в 1707 і 1749 роках. Остаточно був добудований в 1616 році, оздоблення інтер'єру завершена в 1618 році . Бічні нефи перетворені в окремі каплиці, над якими споруджені відкриті галереї.

##### Роботи з реставрації та реконструкції, що проводились
- Під час пожежі 1749 року був знищений інтер'єр костелу, звалилися перекриття купола. У 1750 - 1755 роках була проведена капітальна реконструкція храму під керівництвом архітектора Томаша Жебровського: відновлений багатоступінчастий купол в стилі бароко, були споруджені шоломи двох високих веж, побудовані 13 вівтарів в стилі пізнього бароко під мармур з безліччю скульптур, що зображують святих, і розкішна Костьольна кафедра. Під час реконструкції храму в бічних стінах були замуровані галереї. На думку деяких дослідників, стиль елементів реконструкції вказує на те, що костел відновлював архітектор Глаубіц.
- За проектом академіка А. І. Рєзанова під час реконструкції 1834 - 1837 роках були зруйновані 10 вівтарів і чудова Костьольна кафедра роботи Глаубіца.
- У другій половині 1860-х років віленський архітектор Н. М. Чагін додатково переробляв будівлю, надаючи більш «православний» вид: були знижені кутові вежі фасаду, на них поміщені нові купола. Всі куполи були покриті позолоченою бляхою. До храму прибудований притвор з новим куполом, фасад храму майстерно оброблений.
- У 1922 - 1925 роках були відбудовані хори, але вже в відмінному від колишнього вигляді, під керівництвом архітектора Боровського.
- Під час Другої світової війни снарядом знесло центральну і середню вежі фасаду. У 1942 - 1944 роках центральна вежа була відновлена за проектом архітектора Йонаса Мулокаса. Фасад з хрестом так і не був відбудований. У 1948 році костел Святого Казимира був закритий. У 1965 році будівлю було заново відреставровано, архітектори Алдона Швабаускене , Вітаутас Габрюнас.
- У 1991 році костел і монастир були реставровані і заново освячені.

## Висновки
Вільнюс мав досить насичене історичне минуле, в якому було багато подій, що завдавали збитки архітектурним об’єктам. Більшість об’єктів історичного центру були пошкоджені пожежам, які виникали досить часто. Найбільші зміни в спорудах можна зустріти після пожеж у XVI - початку XIX століть. У цей час проходило багато робіт по реконструкції. А ось у XX столітті проводили багато реставраційних робіт.
В результаті всіх подій, перебудовані храми, особняки, будинки, комплекси представляють різні архітектурні стилі, починаючи від пізньої готики і закінчуючи класицизмом. Деякі споруди зберегли свою архітектуру до сьогодення, а деякі набули нових рис інших стилів. Практично всі  церкви та костели відмінно збереглися до наших днів, адже за ними завжди був відмінний догляд, будівлі відновлювали і реконструювали.
Історичний центр Вільнюса охоплює досить велику територію. Найстарша частина столиці Литви формувалася протягом століть, запам'ятовуючи в собі історію міста і різні культурні впливи. Місто змогло зберегти своє середньовічне планування. Вулиці Вільнюса є двох видів - вузькі і неправильні провулки, настільки криві, що змушують стоять уздовж них будівлі повторювати свої вигини, і широкі прямі вулиці, давніші, ніж перший вид - були торговими шляхами. Уздовж них будувалися переважно величні палаци, які є пам'ятками архітектури.
Вільнюс за свої роки існування багато пережив реконструкцій та реставрацій. Розглянувши головні пам’ятки архітектури історичного центру, можна виділити архітектора І.К. Гаубіц, який вніс великий внесок в реконструкцію міста. За його проектами у Вільнюсі побудовані та реконструйовані храми різних конфесій.
Також великий внесок зробив Лаурінас Стуока-Гуцявічюса. Архітектор творив в стилі класицизму і залишив багато робіт у цьому стилі. За багатьма його проектами проводились реставраційні роботи  навіть після його смерті.
На сьогоднішній день у розглянутих історичних пам’ятках реставраційні роботи не ведуться. Історичний центр Вільнюса входить в список Всесвітьньої спадщини ЮНЕСКО за свою цінність та оригінальність.
1. ↑  https://www.votpusk.ru/country/dostoprim_info.asp?ID=3120